# Willy Polleunis
Willy Polleunis (né le 27 décembre 1947 à Hasselt) est un athlète belge, spécialiste du fond et du cross-country.

## Biographie

### Palmarès
| Date | Compétition                            | Lieu       | Résultat | Épreuve     | Performance    |
| ---- | -------------------------------------- | ---------- | -------- | ----------- | -------------- |
| 1972 | Jeux olympiques                        | Munich     | 14e      | 10 000 m    | 29 min 10 s 15 |
| 1973 | Championnats d'Europe en salle         | Rotterdam  | 2e       | 3 000 m     | 7 min 51 s 86  |
| 1973 | Championnats du monde de cross-country | Waregem    | 5e       | Individuel  | 36 min 05 s    |
| 1973 | Championnats du monde de cross-country | Waregem    | 1er      | Par équipes | 109 pts        |
| 1976 | Championnats du monde de cross-country | Chepstow   | 27e      | Individuel  | 35 min 57 s    |
| 1976 | Championnats du monde de cross-country | Chepstow   | 2e       | Par équipes | 118 pts        |
| 1976 | Jeux olympiques                        | Montréal   | 6e       | 5 000 m     | 13 min 26 s 99 |
| 1977 | Championnats du monde de cross-country | Düsseldorf | 22e      | Individuel  | 38 min 36 s    |
| 1977 | Championnats du monde de cross-country | Düsseldorf | 1re      | Par équipes | 126 pts        |
| 1979 | Championnats du monde de cross-country | Limerick   | 59e      | Individuel  | 39 min 15 s    |

### Records
| Épreuve       | Performance   | Lieu      | Date              |
| ------------- | ------------- | --------- | ----------------- |
| 5 000 mètres  | 13 min 23 s 2 | Louvain   | 8 septembre 1979  |
| 10 000 mètres | 28 min 07 s 6 | Bruxelles | 14 septembre 1973 |